# Yaloké
Yaloké – miasto w Republice Środkowoafrykańskiej w podprefekturze Yaloke-Bossembele, 38 336 mieszkańców (2003).